# Busseola pallidicosta
Busseola pallidicosta là một loài bướm đêm trong họ Noctuidae.